# 古代少女
古代少女ドグちゃん（日语：こだいしょうじょドグちゃん）是在MBS电视台放送的特摄剧。
本作还有姉妹編（事実上の続編）『古代少女隊ドグーンV』（こだいしょうじょたいドグーンファイブ）
在2009年10月7日至同年12月23日毎週水曜日25:25 - 25:55（木曜日未明1:25 - 1:55、JST）放送
电影版在2010年2月20日于東京都的新宿上映。

## 介绍
土偶神“Dogoo醬”和他的土偶夥伴Dokigoro，
消滅現代復活的妖怪，與社會的邪惡作鬥爭，打開隱居男孩誠的心。
離奇女主愛情喜劇《古代少女Dogoo醬》今秋終於登場！
一邊用社交諷刺的調料，每一次，都在客廳裡歡聲笑語的消遣，
一部讓人心動的優質劇，深夜火熱展開！

## 登場人物

#### 常規人物
- Dogoo醬 - 谷澤恵里香
  - 土偶之神。繩文時代的妖怪獵人，當誠跌跌撞撞地撞到他的胸口時，令她從沉睡了一萬年的沉睡中醒來。她的嗅覺非常靈敏，可以察覺到妖怪的踪跡。性格隨和，視誠為僕人，努力消滅妖怪。她以前喜歡樹枝，後來開始吃納豆等穀物。她通常穿著以泥人為靈感的比基尼式服裝，但與誠一起表演時，她穿著小百合在學生時代穿的水手服。主要武器是Dogoo醬劍和泥球。她的必殺技是Doki Doki Wave，將妖怪封在胸口，但會縮短自己的生命。

- Dokigoro - (声) 朴璐美
  - 與Dogoo醬一起行動的土偶同伴，被謙三發現。可以根據大量數據分析和搜索妖怪的特性，在與妖怪戰鬥時，它會分解並成為Dogoo醬的護甲。此外，它還擅長Doki Doki Warp，可以將人類運送到另一個位置。說話時在句尾加“-doki”。

- 杉原誠 - 窪田正孝
  - 高中一年級。母親小白合死後，他再沒有上學，成為了一個封閉的人。 在父親謙三帶他去的考古發掘現場發現了Dogoo醬後，他被迫成為Dogoo醬的僕人並幫助消滅妖怪。 當他找到Dogoo醬時，她從地裡發光，當我觸摸她的胸部時，我的右手掌上出現了螺旋狀燒傷（但是，燒傷的痕跡立即消失了），但Dogoo醬說：“當她施法時咒語“Urara~”，他右掌上的燒傷印記化為印記浮現，引發高熱。

- 宍戸紀美香 - 桐島里菜
  - 誠的同學兼班長。

- 門間慎太郎 - 柄本時生
  - 誠的同學，也是唯一最好的朋友。 喜歡大胸，心情好的人。

- 杉原賢三 - 上川隆也
  - 誠的父親，考古學家。 Dogoo醬和Dokigoro住在杉原家，觀察他們的生態。

- 杉原小百合 - 斉藤由貴（第一集中的照片出現）
  - 誠的母親。 五年前，她去買誠的生日禮物，在回家的路上死於一場交通事故。

#### 出埸人物
- ウオナ / 鯉びと - ソニン（第1話）
- 棟方朔美 / ちちでか - 穂花（第2話）
- 写真集の少女 - 滝口ミラ（アイドリング!!!/友情出演）（第2話）
- 校長先生 - 綾田俊樹（第2話）
- 五味五郎 / 放置自転車 - 田口浩正（第3話）
- 町田老人 - 藤村俊二（第3話）
- 水之江小町 - 山田キヌヲ（第4話）
- 鬼瓦権三 - 村松利史（第4話）
- 仁科あゆみ - 汐見ゆかり（第4話）
- 仮面の男 - 芦田昌太郎（第4話）
- 磯部洋介 - 駿河太郎（第5話）
- 皆川由紀 - 宮下ともみ（第5話）
- 浅川昇 / カニ光線 - 井口昇（第5話）
- 佐山淳一 - 齊木茂（第6話）
- 北川茉莉香 - 岡野真那美（第6話）
- 佐山ゆり - 上田愛美（第6話）
- 幼い頃のゆり - 柳下花恋（第6話）
- 佐山美優 - 青山碧（第6話）
- イリヤ - 安達祐實（第7話）
- 田辺栄太郎 - 高橋和也（第7話）
- 総理大臣 - 杉作J太郎（第7話）
- 宍戸剛 - 中本賢（第8話）
- 宍戸美枝子 - 石野真子（第8話）
- ウオヤ - 竹中直人（第8話）
- 鯉しくて - 松浦祐也（第8話）
- ユカリ - 大沢逸美（第9話）
- クリスチーネ - 佐藤真弓（第9話）
- 宮本可奈子 / 親もどき - 美保純（第10話）
- 宮本万里 - 高良光莉（第10話）

## 播出日期
| 話数              | 放送日（毎日放送） | 標題                         | 脚本            | 監督     |
| ----------------- | ------------------ | ---------------------------- | --------------- | -------- |
| 第1話             | 10月7日            | 妖怪 鯉びと 登場             | 継田淳          | 井口昇   |
| 第2話             | 10月14日           | 妖怪 ちちでか 登場           | 継田淳          | 井口昇   |
| 第3話             | 10月21日           | 妖怪 放置自転車 登場         | 加藤淳也        | 登坂琢磨 |
| 第4話             | 10月28日           | 妖怪 無礼香 登場             | 三宅隆太        | 豊島圭介 |
| 第5話             | 11月4日            | 妖怪 カニ光線 登場           | 三宅隆太 清水崇 | 清水崇   |
| 第6話             | 11月11日           | 妖怪 人形つかい 登場         | 三宅隆太        | 三宅隆太 |
| 第7話             | 11月18日           | 妖怪 ぴ〜おん 登場           | 加藤淳也        | 豊島圭介 |
| 第8話             | 11月25日           | 妖怪 鯉しくて 登場           | 井口昇          | 豊島圭介 |
| 第9話             | 12月2日            | 妖怪 肉食姉妹 登場           | 加藤淳也        | 豊島圭介 |
| 第10話            | 12月9日            | 妖怪 親もどき 登場           | 登坂琢磨        | 登坂琢磨 |
| 第11話            | 12月16日           | 妖怪 まぶたの母 登場（前編） | 継田淳          | 井口昇   |
| 第12話 （最終話） | 12月23日           | 妖怪 まぶたの母 登場（後編） | 継田淳          | 井口昇   |

### DVD
- 古代少女ドグちゃん ドキドキパック（上）（期間限定版・2009年12月23日発売）
- 古代少女ドグちゃん ドキドキパック（下）（期間限定版・2010年2月24日発売）